# Beyhaq
Beyhaq, trascritto talora Bayhak (in persiano بیهق‎), è il nome di un'antica città del Khorasan iranico, tra le città di Nishapur (a ovest) e di Kumesh, a 6 km dalla attuale Sabzevar.
Fu conquistata dei soldati musulmani al comando di ʿAbd Allāh b. ʿĀmir nel 650-1 e subì la violenza dei ribelli di Yanāltegīn nel 1153-54.
La cittadina dette i natali a Niẓām al-Mulk, wazīr dei selgiuchidi Alp Arslān e Malik Shāh, il faqīh sciafeita, grande esperto di ḥadīth Aḥmad b. Ḥusayn Beyhaqī (994–1066), autore del Taʾrīkh-i Bayhaqī (Storia di Beyaq), e ʿAbd al-Razzāq, che fondò la dinastia dei Sarbadār.